# Карапетян, Фердинанд Гарикович
Фердинанд Гарикович Карапетян (род. 19 декабря 1992, Варденис) — российский и армянский дзюдоист, серебряный призёр чемпионата России (2014), чемпион Европы (2018), мастер спорта России международного класса. Выступал в лёгкой весовой категории (до 73 кг). Участник Летних Олимпийских игр 2020 в Токио.
Живёт в городе Дигора Северной Осетии. Представлял спортивный клуб «Динамо» (Дигора). Тренировался под руководством Ирбека Айларова и Р. Т. Гасиева.
На Олимпиаде в первой же схватке проиграл представителю Казахстана Жансаю Смагулову и выбыл из дальнейшей борьбы.

## Спортивные результаты
- Первенство России по дзюдо среди молодёжи 2013 года — 7 место.
- Первенство России по дзюдо среди молодёжи 2014 года — .
- Чемпионат России по дзюдо 2014 года — .
- Гран-при 2015 года, Ташкент — 7 место.
- Гран-при 2016 года, Самсун — [6].
- Кубок Европы 2017, Дубровник (Хорватия) — [6].
- Большой шлем 2018 года, Дюссельдорф — [6].
- Большой шлем 2018 года, Екатеринбург — [6].
- Гран-при 2019 года, Париж — 7 место.
- Большой шлем 2021 года, Ташкент — [6].